# Jörlanda
Jörlanda is een plaats in de gemeente Stenungsund in het landschap Bohuslän en de provincie Västra Götalands län in Zweden. De plaats heeft 805 inwoners (2005) en een oppervlakte van 65 hectare.

## Verkeer en vervoer
Bij de plaats loopt de Europese weg 6.
De plaats heeft een station aan de spoorlijn Göteborg - Skee.